# チャールズ・タウリー＝ロウ (第3代エレンバラ男爵)

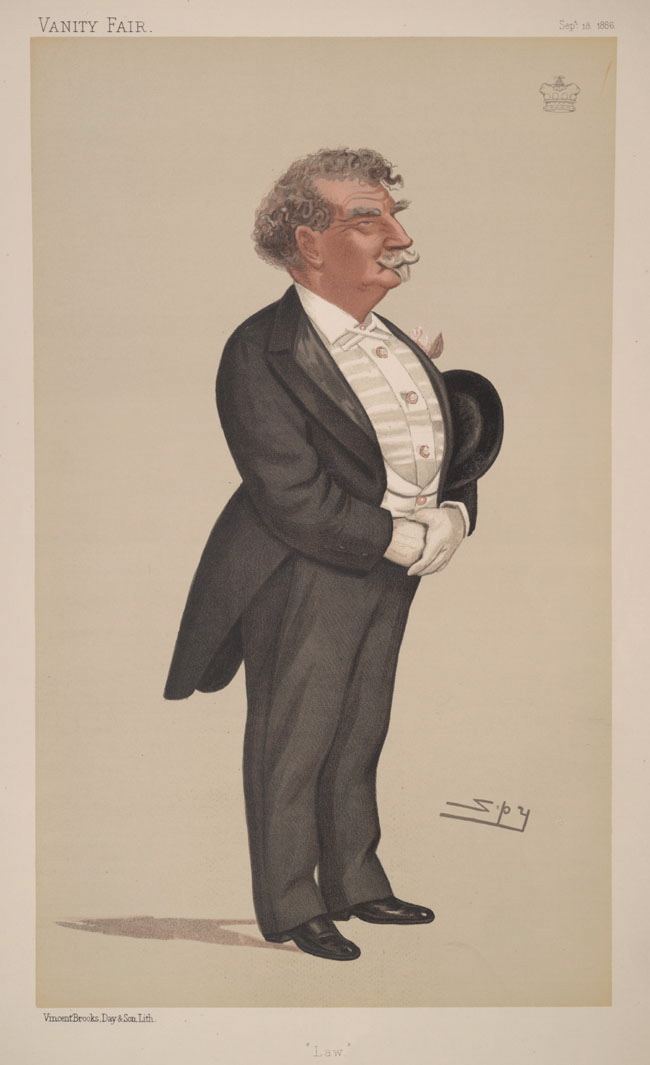
『バニティ・フェア』1886年9月18日号におけるカリカチュア、レスリー・ウォード画。

第3代エレンバラ男爵チャールズ・エドマンド・タウリー＝ロウ（英語: Charles Edmund Towry-Law, 3rd Baron Ellenborough、出生名チャールズ・エドマンド・ロウ（Charles Edmund Law）、1820年11月17日 - 1890年10月9日）は、イギリスの貴族。

## 生涯
チャールズ・ユワン・ロウ閣下（1792年6月14日 – 1850年8月13日）と妻エリザベス・ソフィア（Elizabeth Sophia、旧姓ナイチンゲール（Nightingale）、1864年6月25日没、第10代準男爵サー・エドワード・ナイチンゲールの娘）の息子として、1820年11月17日に生まれた。ウィンチェスター・カレッジで教育を受けた。
1844年2月2日、コルネット（騎兵少尉）としての辞令を購入して、クイーンズ・ロイヤル・ランサーズ第9連隊に配属された。第一次シク戦争の戦功でサトレジ・メダルを授与され、1846年5月8日に第31歩兵連隊の中尉への辞令を購入して昇進した。その後は一旦半給になるものの、1847年1月29日に第69歩兵連隊に転属する形で復帰した。同年10月29日、第57歩兵連隊に転じた。1851年12月26日に大尉への辞令を購入して昇進、1854年7月7日に西インド第3連隊の少佐への辞令を購入して昇進した。1855年1月5日、中佐への辞令を購入して昇進した。1858年、大佐に昇進した。
1871年12月22日に伯父エドワードが死去すると、エレンバラ男爵位を継承した。政治では保守党に属した。
1885年8月27日、国王の認可状を受けて父方の祖母の旧姓「タウリー」を姓に加えた。
1890年10月9日にロンドンのバッキンガム・ゲート6号で死去、ケンサル・グリーン墓地に埋葬された。息子チャールズ・タウリー・ハミルトンが爵位を継承した。

## 家族
1840年11月23日、イリナ・セシル・ハワード（Eleanor Cecil Howard、1817年4月26日 – 1852年6月15日、第5代ウィックロー伯爵ウィリアム・ハワードの娘）と結婚したが、2人の間に子供はいなかった。
1855年6月28日、アン・エリザベス・デイ（Anne Elizabeth Day、1860年2月29日没、ジョン・フィッツジェラルド・デイの娘）と再婚、1男をもうけた。
- チャールズ・タウリー・ハミルトン（英語版）（1856年4月21日 – 1902年6月26日） - 第4代エレンバラ男爵[1]

1863年8月26日、イザベラ・オグルビー（Isabella Ogilby、1874年4月22日没、アレクサンダー・オグルビーの娘）と再婚、2女をもうけた。
- ガートルード・イーディス（Gertrude Edith、1869年1月4日 – 1895年3月19日[2]）
- エミリー・ジュリア（1872年12月9日 – 1926年11月21日） - 生涯未婚[10]

1874年12月1日、ビアトリス・ジョアンナ・ナッチブル（Beatrice Joanna Knatchbull、1932年5月17日没、第10代準男爵サー・ノートン・ジョセフ・ナッチブルの娘）と再婚した。